# Großer Preis von Bahrain 2011
Der Große Preis von Bahrain 2011 sollte am 13. März auf dem Bahrain International Circuit in as-Sachir stattfinden und wäre das 1. Rennen der Formel-1-Weltmeisterschaft 2011 gewesen.
Am 21. Februar wurde das Rennen wegen politischer Unruhen abgesagt. Zuvor war noch nie ein Formel-1-Grand-Prix aus politischen Gründen abgesagt worden.

## Berichte

### Absage des Saisonauftakts
Im Februar 2011 begannen politische Proteste in Bahrain. Nachdem es am Morgen des 17. Februars bei Protesten in der bahrainischen Hauptstadt Manama zu vier Todesfällen gekommen war, sagte die GP2-Asia-Serie ein vom 17. bis 19. Februar geplantes Rennwochenende ab. Da das medizinische Personal an der Strecke in die Hauptstadt abberufen wurde, mussten zunächst Training sowie Qualifying und schließlich das gesamte Rennwochenende abgesagt werden. Infolgedessen wurde auch eine Absage des Grand Prix, der drei Wochen später stattfinden sollte, nicht ausgeschlossen.
Da die Proteste in den folgenden Tagen nicht zurückgingen, gab es Diskussionen innerhalb der Formula One Teams Association (FOTA), die von 3. bis 6. März geplanten Testfahrten auf eine andere Strecke zu verlegen. Ursprünglich war geplant, dass einige Teammitglieder in der Zeit zwischen den Testfahrten und dem Grand-Prix-Wochenende in Bahrain bleiben sollten.
Nachdem schon mehrere Tage von den Medien und Teams über eine Absage der Testfahrten und des Rennens spekuliert worden war, sagte Kronprinz Salman Al Chalifa, der über eine Gesellschaft 50 Prozent der Anteile am britischen Rennstall McLaren hielt, das Rennen am 21. Februar ab. Mehrere Länder, unter anderem Deutschland, Frankreich, Großbritannien und die Schweiz, hatten zuvor von „nicht notwendigen Reisen“ abgeraten. Die Absage des Großen Preises von Bahrain 2011 war die erste Absage eines Formel-1-Weltmeisterschaftslaufs aus politischen Gründen. Einhergehend mit der Absage des Großen Preises sagte auch die GP2-Asia-Serie ein weiteres Rennwochenende, das im Rahmenprogramm stattfinden sollte, ab.
Die Veranstalter ließen zunächst offen, ob der Grand Prix zu einem späteren Zeitpunkt nachgeholt würde. Die Fédération Internationale de l’Automobile (FIA) hatte es in ihrer Stellungnahme begrüßt, dass das Rennwochenende verschoben wurde.

### Verschiebung in den Oktober und offizielle Absage
Am 3. Juni entschied der FIA-Motorsport-Weltrat, das Rennen am 30. Oktober nachzuholen. Einen Tag zuvor hatte sich auch die größte Oppositionsfraktion des Landes für die Durchführung des Grand Prix ausgesprochen. Die Entscheidung der FIA stieß auf teils heftige Kritik von Menschenrechtsorganisationen, Fahrern und Teamchefs. Der frühere FIA-Präsident Max Mosley schrieb in einer Kolumne im Sunday Telegraph, „die Entscheidung für das Rennen ist ein Fehler, der nicht vergessen wird. Die Formel 1 wird dafür teuer bezahlen, sofern man diese Entscheidung nicht aufhebt.“
Am 10. Juni wurde das Rennen seitens der bahrainischen Organisatoren offiziell abgesagt.